# Higher Love 〜君と僕が望んだもの〜
「Higher Love 〜君と僕が望んだもの〜」（ハイヤー・ラヴ 〜きみとぼくがのぞんだもの〜）は、KATSUMIの16枚目のシングル。

## 解説
デビュー5周年を経て、「新しい風」以来10カ月ぶりにリリースされた。
これまでの石川洋との共作ではなく武部聡志が編曲に関わっていない。
オリコンチャートでは圏外であった。デビュー・シングル「SHINING IN THE NIGHT」より長らく用いられてきたレーベル面のデザインが、今作から変更されるようになった。

## 収録曲
作詞・作曲：渡辺克巳　編曲：鳥山雄司
1. Higher Love 〜君と僕が望んだもの〜
2. Winter Song
3. Higher Love 〜君と僕が望んだもの〜 （Original Karaoke）